# Stilet
 For alternative betydninger, se Stilet (flertydig). (Se også artikler, som begynder med Stilet)
En stilet (it.: stiletto) er en kort daggert eller stikkniv med en tynd stiv klinge, som kan være enten trekantet eller rudeformet i tværsnit. Våbnets udformning gør det velegnet til at stikke en ridder i rustning ned med, fordi bladet er så tyndt og stift, at det kan hakkes igennem pladerne i rustningen. 
Stiletten kan også bruges til andre. Den fik sit gennembrud under renaissancen specielt i Venedig, fordi det var forbudt at gå med våben, så gik man med en stor kniv. 
Stilethælen har fået sit navn fra ligheden med våbenet og den fælles oprindelse i Italien.